# Multiverse Computing
 (mars 2025).

Multiverse Computing est une entreprise espagnole spécialisée dans les logiciels d’informatique quantique. Son siège social est situé à Saint-Sébastien, en Espagne, et elle dispose de bureaux à Paris, Munich, Londres, San Francisco, Toronto et Sherbrooke, au Canada.
La société applique l’intelligence artificielle (IA) ainsi que des algorithmes quantiques et inspirés du quantique pour résoudre des problématiques complexes dans divers secteurs, notamment l’énergie, la logistique, la fabrication, la mobilité, les sciences de la vie, la finance, la cybersécurité, la chimie et la science des matériaux,,,,,.
La plateforme logicielle de Multiverse Computing, Singularity, repose sur l’informatique quantique et l’inspiration quantique. Elle est spécialement conçue pour permettre aux utilisateurs, même sans expertise préalable en informatique quantique, d’exploiter des algorithmes quantiques à travers des outils familiers tels que Microsoft Excel.

## Histoire
Multiverse Computing a été cofondée en 2019 par Enrique Lizaso, Román Orús, Alfonso Rubio et Sam Mugel.
L’idée de créer une entreprise d’informatique quantique dédiée au secteur financier est née d’une discussion sur WhatsApp entre Lizaso et Orús. Lizaso est trésorier et membre du conseil d'administration du Consortium européen de l'industrie quantique, tandis qu'Orús est professeur de recherche Ikerbasque au Centre international de physique de Donostia et ancien boursier Marie Curie à l'Institut Max Planck d'optique quantique.
En 2021, Multiverse Computing a obtenu un financement de 12,5 millions d’euros dans le cadre du programme d’accélération du Conseil européen de l’innovation (EIC).
Cette levée de fonds a été suivie en 2024 par un tour de financement de 25 millions d’euros, portant la valorisation de la startup à 100 millions d’euros.
Plus tard cette même année, l’entreprise a été sélectionnée par le Scaling Club de l’EIC – doté d’un budget de 10 milliards de dollars – parmi 48 sociétés bénéficiant d’un accompagnement en financement, mentorat et mise en relation pour des partenariats stratégiques.
En avril 2022, Multiverse Computing a collaboré avec la Banque du Canada pour explorer l'utilisation de l'informatique quantique dans la simulation de l'adoption des cryptomonnaies. Cette initiative a positionné le Canada comme le premier pays du G7 à appliquer l’informatique quantique à l’étude des réseaux complexes et des cryptomonnaies.
En juillet de la même année, l’entreprise s’est associée à Bosch afin d’intégrer des algorithmes quantiques dans le processus de simulation de jumeaux numériques, permettant ainsi d'améliorer l'efficacité des simulations et la précision de la détection des défauts.
Plus tard en 2022, BASF a utilisé Singularity, la solution de Multiverse, pour développer des modèles d'optimisation des échanges de devises entre le dollar américain et l'euro.
Parmi les organisations qui explorent les solutions logicielles quantiques développées par Multiverse Computing, on retrouve BBVA, Crédit Agricole CIB et Repsol.[1][2][3] En 2022, Gartner a distingué l’entreprise en lui attribuant le titre de « Gartner Cool Vendor », soulignant sa capacité à proposer des technologies et services de logiciels quantiques facilitant l'intégration de solutions quantiques dans le secteur des services financiers.[4] Aujourd’hui, Multiverse Computing figure parmi les plus grandes entreprises de logiciels quantiques au monde et a levé plus de 27,3 millions d’euros[réf. nécessaire].

## Technologie
Les algorithmes développés par Multiverse Computing ont été déployés dans plusieurs secteurs, notamment l’énergie, la fabrication, la logistique, la finance, la chimie, l’aérospatiale et la cybersécurité[réf. nécessaire].[5]
En complément des algorithmes d’apprentissage automatique et d’optimisation quantique, l’entreprise exploite des réseaux de tenseurs inspirés du quantique afin d’améliorer l’efficacité dans la résolution de défis industriels[réf. nécessaire].[6]
À l’origine, les réseaux de tenseurs étaient principalement utilisés pour modéliser des systèmes quantiques, notamment ceux composés de nombreuses particules. Plus récemment, leur application s’est étendue à la modélisation de systèmes d’intelligence artificielle,.
En 2023, Multiverse Computing a lancé CompactifAI, un logiciel conçu pour optimiser l’entraînement et le fonctionnement des grands modèles de langage (LLM) en réduisant leurs coûts informatiques et leur consommation énergétique. En minimisant la taille, la mémoire et les besoins de stockage des modèles, les réseaux de tenseurs améliorent leur efficacité et leur portabilité.
Plus tôt en 2024, Crédit Agricole CIB a publié les résultats de plusieurs expériences menées en collaboration avec Multiverse Computing. Ces travaux ont exploré l’application de l’informatique quantique et inspirée du quantique pour l’évaluation des produits dérivés ainsi que pour la prédiction des dégradations de notation de crédit{{}} refnec.
En 2024, Multiverse Computing a signé un contrat de 1,4 million de dollars avec le Centre aérospatial allemand pour le développement de détecteurs de photons uniques. Ces technologies auront des applications variées, allant de l’informatique quantique à la communication dans l’espace lointain, en passant par la bio-imagerie[réf. nécessaire]. [7]

## Prix
En 2024, Multiverse Computing a été récompensée par le prix Future Unicorn de DIGITALEUROPE, soulignant son potentiel en matière de transformation numérique dans des secteurs clés tels que la cybersécurité, la santé et l’intelligence artificielle[réf. nécessaire].[8]
L’année précédente, en 2023, l’entreprise avait été reconnue par CB Insights comme l’une des 100 sociétés les plus prometteuses au monde dans le domaine des logiciels d’intelligence artificielle quantique[réf. nécessaire].[9]